# Will Genia
Sanchez William Genia, detto Will (Port Moresby, 17 gennaio 1988), è un rugbista a 15 australiano, che gioca nel ruolo di mediano di mischia con i Kintetsu Liners in Top League.

## Biografia
Nativo di Port Moresby e fratello minore di Frankie Genia, internazionale per Papua, Will Genia si trasferì con la famiglia in Australia a 12 anni, a Brisbane: lì frequentò il Brisbane Boys' College fino al 2005 e iniziò a giocare a rugby intorno ai 15 anni.
Fu selezionato a 17 anni in una rappresentativa giovanile australiana e l'anno successivo fece parte della Nazionale U-19 che vinse la Coppa del Mondo di categoria.
A livello di club debuttò nel corso del Super 14 2007 con i Reds contro gli Hurricanes, e disputò anche l'unica stagione dell'Australian Rugby Championship (2007) nelle file dei Ballymore Tornadoes.
Nel 2009 esordì con la maglia degli Wallabies nell'incontro di Tri Nations contro la Nuova Zelanda ad Auckland.
Nel 2011, dopo la vittoria di club con i Reds nel Super 15 e, con la Nazionale, nel Tri Nation e il terzo posto alla Coppa del Mondo, ricevette la candidatura a miglior giocatore IRB dell'anno.
Dopo otto anni passati con i Reds, nel 2015 Will Genia annunciò il suo trasferimento in Francia per giocare con lo Stade français al termine della Coppa del Mondo. In tale edizione della competizione iridata raggiunse con l'Australia la finale, poi persa 34-17 contro la Nuova Zelanda.
Con la squadra parigina si aggiudicò una Challenge Cup. Al termine della stagione 2016-17 ritornò in Australia nei Rebels per disputare il Super Rugby.
Al suo attivo anche due inviti nei Barbarians, il primo dei quali nel 2009 contro un XV del Sudafrica a Twickenham.

## Palmarès
- Super Rugby: 1
Reds: 2011
- Challenge Cup: 1
Stade français: 2016-17
- National Rugby Championship: 1
Brisbane City: 2014